# 榮伯
榮伯（?—?），是西周初年荣国的君主，姬姓，周文王时，荣伯已在周朝朝廷为官任职。周成王时伐东夷，成王赐荣伯作《贿息慎之命》。到了西周中期，《师永盂》记载了，荣伯参与周王赏赐田地之事。后来，周厉王的卿士荣夷公，就是他的后裔。